# Birçe Hasko
Birçe Hasko (ur. 15 marca 1942 we wsi Dukat, okręg Wlora) – albański aktor.

## Życiorys
Po ukończeniu szkoły średniej o profilu pedagogicznym Jani Minga we Wlorze pracował jako nauczyciel w Memaliaj, a następnie jako dyrektor szkoły we wsi Marikaj. Tam też związał się z amatorskim ruchem teatralnym. W 1965 rozpoczął studia aktorskie w Instytucie Sztuk w Tiranie. Po ich ukończeniu w 1969, pracował w szkole jako wykładowca, sporadycznie występował także w teatrze. Obecnie jest zatrudniony na stanowisku profesora wydziału sztuk scenicznych Uniwersytetu Sztuk w Tiranie (tytuł ten uzyskał w 1995).
Na dużym ekranie zadebiutował w 1971 rolą ballisty Sulo w filmie fabularnym Kur zbardhi nje dite. Łącznie, zagrał 25 ról filmowych. W 1989 uhonorowany tytułem Zasłużonego Artysty (alb. Artist i Merituar), w 2002 Wielkiego Mistrza (Mjeshter i Madh), a także tytułem Honorowego Obywatela Orikum. Odznaczony Orderem Naima Frasheriego II klasy.

## Role filmowe
- 1971: Kur zbardhi nje dite jako ballista Sulo
- 1974: Shtigje të luftës jako partyzant
- 1977: Njeriu me top jako Tosun Baçi
- 1978: Koncert ne vitin 1936 jako posłaniec
- 1979: Liri a vdekje jako Sotir
- 1979: Radiostacioni jako komendant Mete Jaho
- 1980: Sketerre 43 jako Syrja
- 1981: Dita e parë e emrimit jako kierowca wiceministra
- 1981: Ne kufi te dy legjendave jako Xhelo
- 1984: Koha nuk pret jako partyzant Xhezo
- 1984: Kush vdes ne kembe jako przewodniczący sądu
- 1985: Gurët e shtëpisë sime jako wiejski nauczyciel
- 1986: Dhe vjen një ditë jako Daja
- 1986: Të shoh në sy jako Andrea
- 1986: Tri ditë nga një jetë jako Kalo Malushi
- 1987: Përrallë nga e kaluara jako biesiadnik na weselu
- 1987: Zëvendësi i grave jako szef Nesim
- 1988: Shkelqim i perkoheshem jako ojciec Dane
- 1989: Historiani dhe kameleonet jako por. Muharrem
- 1989: Kthimi i ushtrise se vdekur jako dostawca
- 1990: Fletë të bardha jako Xhafa
- 1990: Vetmi jako Teki Maliqi
- 1990: Vitet e pritjes jako Rufeti
- 1998: Nata jako Sheti
- 2001: Parullat jako Sabaf
- 2001: Tirana viti 0 jako Besim
- 2004: I dashur armik jako Hoakin
- 2009: Kronike provinciale jako Taqo
- 2020: Moje jezioro jako dziadek
- 2022: Winter fireflies